# ヤスミナ・サンド
ヤスミナ・サンドス（Yasmina Sandoz、1975年10月31日 - ）は、スイス系モーリシャス人の政治家、実業家、環境活動家である。持続可能な木造建築、デジタルイノベーション、そして公共言説における多様性の促進といった分野での活動で知られている。

## 幼少期と教育
サンドスはモーリシャス人の父とフランス系ポーランド人の母の間に生まれた 。 リール大学で国際ビジネスを学び、フォルクスワーゲンでのインターンシップを経て、1999年に修士号を取得した 。 その後、ローザンヌ大学で政治生態学、ローザンヌホテル経営大学院でデジタルコミュニケーションの大学院課程を修了した。

## キャリア
サンドスは自動車業界、特にフォルクスワーゲンでキャリアをスタートし、ブランディングとプラットフォームのコミュニケーションに携わった。その後、フランスのヴォージュ県の経済開発観光局で公共部門の役職を務めた。
スイスに移住した後、サンドは地方政治に関わるようになり、スイス緑の党を代表してEcublens（ヴォー州）の市議会議員に選出された。

サンドは、低炭素建設と循環型経済の原則を推進する国際的の木造建設会社のCEOも務める。同社は、木材の超音波による非破壊診断法を用いて歴史的な木造建築物の状態を評価し、紫禁城やノートルダム大聖堂などの修復プロジェクトに貢献していることで知られている。
サンドはテクノロジーとサイバーセキュリティの分野でも積極的に活動しており、静脈パターン認証システムを含む生体認証データの保護プロジェクトを支援している。

## 地域活動
サンドは女性と少数派の権利を擁護しており、ウィキペディアにおけるアフリカ系およびその移民社会に関する人物・歴史・文化・思想などの情報を可視化・充実させることを目指す「Noircir Wikipédia」のメンバーでもある。
サンドは木造建築における持続可能な開発に特化した会議や展示会に定期的に参加している。

## 認識
業界誌«Filière Bois»によれば、サンドは木材業界で最も影響力のある女性のリストに含まれている。

## 注記
1. 1 2  Opinion (2022年3月8日). “Portrait de Yasmina Sandoz, femme aux multiples casquettes” (フランス語). 2024年10月2日閲覧。
2. ↑  “[Portrait Yasmina Sandoz - Back to the Roots]” (英語). construction21.org. 2025年6月24日閲覧。
3. 1 2  https://www.olloweb.com, Mathieu Noyer (2025年1月20日). “„Grenzüberschreitende Waldgebiete ermöglichen Innovationen im Holzbau“” (ドイツ語). Voisins - Nachbarn. 2025年6月24日閲覧。
4. ↑  Interview de Jackie Pierre et Yasmina Joomun-Sandoz. 7 November 2013. YouTubeより閲覧.
5. ↑  Lafosse, Nathalie. “Yasmina Sandoz rejoint le Cercle suisse des administratrices”. 2024年10月2日閲覧。
6. ↑  https://www.zefix.ch/en/search/entity/list/firm/443606
7. 1 2  “Questions à... : Yasmina Sandoz : De l’automobile à la filière bois, un engagement durable à l’international” (フランス語). lexpress.mu (2025年3月5日). 2025年6月24日閲覧。
8. ↑  Pascale Braun, Agence Olloweb : (2024年4月8日). “« La construction bois devra s’adapter à la forêt »” (フランス語). Voisins - Nachbarn. 2025年6月24日閲覧。
9. ↑  “Yasmina Sandoz a rejoint le Cercle des administratrices” (フランス語). agefi.com (2025年). 2025年6月24日閲覧。
10. ↑  Annese, Michele (2021年8月26日). “Le scanner de veines de Global ID fonctionnera sans contact”
11. ↑  Azimi, Roxana (2021年12月9日). “Ils « noircissent » Wikipédia pour « avoir une bibliothèque à l'image du monde »”
12. ↑  Bresson, Vincent (2023年2月20日). “Grâce à sa communauté, Wikipédia devient plus inclusive et représentative” (フランス語). Slate.fr. 2025年6月24日閲覧。
13. ↑  “Les archives de Julius Natterer au 11e Forum Bois Construction - Séquences Bois”. www.sequencesbois.fr. 2025年6月24日閲覧。
14. ↑  Dumont, Floriane (2024年10月26日). “PARIS : Retour sur le voyage "Le bois avance en Suisse"” (フランス語). Presse Agence. 2025年6月24日閲覧。
15. ↑  Lafosse, Nathalie. “Les femmes inspirantes de la filière bois : Yasmina Sandoz, administratrice du groupe CBS-Lifteam – Cercle Suisse des Administratrices” (フランス語). 2025年6月24日閲覧。
16. ↑  Lhomme, Frédéric (January 2025). “Inspiring women in the timber industry”. Filière Bois 67 (1):  32–34.